# دايو إسبيرو
دايو برنس' أو المعروفة بـ«دايو برنس الشكل العادي أو الشكل الحديث » هي سيارة من شركة دايو موتورز الكبييرة, 1992-1999 كان أول ظهور لهذه السيارة عام 1992 حينما بدأت جنوب كوريا بتصنيع الحجم المتوسط منها وواعدة بأسعار تنافسية جنبا إلى مستويات المعدات والإعجاب لهذه السيارة وفي الحقيقة، كانت هذه الصفات الرئيسية للسيارة التي كانت تصل إلى المملكة المتحدة في عام 1995. من حيث المحرك جاءت برنس ب محركان 1.8 و 2.0 وتطور المحرك من حيث قوة الحصان تدريجيا . معة عتلة اوتوماتيك ويدوي . وعندما انفصلت شركة دايو عن [[جنرال موتورز]